# Дженш, Берт
Берт Дженш (англ. Herbert "Bert" Jansch; 3 ноября 1943 — 5 октября 2011) — влиятельный шотландский фолк-рок-музыкант, «гитарист гитаристов» и один из основателей ансамбля Pentangle.
Его революционность и неповторимая игра на гитаре оказали влияние на бесчисленное множество музыкантов, включая Led Zeppelin и Джонни Марра.

## Начало творческой деятельности и достижения
Родился 3 ноября 1943 года в Глазго.
Хотя он происходил из семьи, переехавшей из Гамбурга в Британию во времена королевы Виктории, он сам и члены его семьи предпочитали английское произношение своей немецкой фамилии как «Дженш/Джэнш», а не «Янш».
Будучи рожден в Глазго, он получил музыкальное образование в Эдинбурге и приобрёл известность в Лондоне в 1960-х гг. Он стал одной из ключевых фигур в возрождении английской фольклорной музыки 1960-х годов.

### Акустический гитарист и автор песен
Он записал не менее 25 альбомов и совершил значительное количество турне, начиная с 1960-х гг. до XXI века.
В начале карьеры его иногда характеризовали как британского Боба Дилана.
Его раннюю запись «Blackwaterside» подхватил Джимми Пейдж, она записана ансамблем Led Zeppelin в виде «Black Mountain Side». Дженш не стал возбуждать дорогостоящий судебный иск за нарушение своих авторских прав.
На британской фолк-сцене Берт Дженш был известен до образования ансамбля Pentangle в 1967 году, увлекаясь блюзом и тяготея к фолк-року
.
29 июня 1967 года Pentangle выступили в лондонском Ройал Алберт-холле: запись концерта стала основой альбома Sweet Child, который продемонстрировал возросшее мастерство Дженша.
1 января 1973 года Дженш объявил об уходе из группы, о чём известила обложка еженедельника Melody Maker. В начале 1980-х гг. он вернулся в преобразованный Pentangle и оставался с ним до 1995 г. по мере того, как ансамбль развивался и менял исполнителей. До самой смерти Дженш продолжал выступать соло.
Дженш всегда имел сильную алкогольную зависимость, пока это не стало угрожать его жизни.
Он умер 5 октября 2011 года в хосписе после продолжительной борьбы с раком.

## Признание и награды
Среди прочих, он получил две Награды за пожизненное Достижение от Би-Би-Си: одну в 2001 г. за сольные исполнения, другую в 2007 г. за членство в Pentangle.

## Дискография
Альбомы
- 1965 — Bert Jansch
- 1965 — It Don’t Bother Me
- 1966 — Jack Orion (with John Renbourn)
- 1966 — Bert And John (with John Renbourn)
- 1967 — Nicola
- 1969 — Birthday Blues
- 1971 — Rosemary Lane
- 1973 — Moonshine
- 1974 — L.A. Turnaround
- 1975 — Santa Barbara Honeymoon
- 1977 — A Rare Conundrum (released 1976 in Denmark and 1977 in UK)
- 1979 — Avocet (released 1978 in Denmark and 1979 in UK)
- 1980 — Thirteen Down (credited as «The Bert Jansch Conundrum»)
- 1982 — Heartbreak
- 1985 — From The Outside (only released officially in Belgium)
- 1989 — Leather Launderette (with Rod Clements)
- 1990 — Sketches
- 1990 — The Ornament Tree
- 1995 — When The Circus Comes To Town
- 1998 — Toy Balloon
- 2000 — Crimson Moon
- 2002 — Edge of A Dream
- 2006 — The Black Swan

Концертное исполнение
- 1980 — Bert Jansch Live at La Foret (released in Japan only)
- 1993 — BBC Radio 1 Live in Concert
- 1996 — Live At The 12 Bar: An Authorised Bootleg
- 1998 — Young Man Blues
- 2001 — Downunder: Live In Australia
- 2004 — The River Sessions
- 2007 — Fresh As a Sweet Sunday Morning (live concert 2006 CD/DVD)

Синглы
- 1966 — Needle of Death (EP)
- 1967 — «Life Depends on Love»/«A Little Sweet Sunshine»
- 1973 — «Oh My Father»/«The First Time I Ever Saw Your Face»
- 1974 — «In The Bleak Midwinter»/«One For Jo» (non-album A-side)
- 1975 — «Dance Lady Dance»/«Build Another Band»
- 1978 — «Black Birds of Brittany»/«The Mariner’s Farewell»
- 1980 — «Time and Time»/«Una Linea Di Dolcezza»
- 1982 — «Heartbreak Hotel»/«Up To The Stars»
- 1985 — «Playing the Game»/«After the Long Night»
- 2003 — «On the Edge of a Dream»/«Walking This Road»/«Crimson Moon»

Компиляции
- 1966 — Lucky Thirteen (U.S. release containing tracks from Jansch’s two UK LP’s.)
- 1969 — Bert Jansch: The Bert Jansch Sampler
- 1972 — Box Of Love: The Bert Jansch Sampler Volume 2
- 1986 — Strolling Down The Highway
- 1992 — The Gardener: Essential Bert Jansch
- 1993 — Three Chord Trick
- 1997 — Blackwater Side
- 2000 — Dazzling Stranger: The Bert Jansch Anthology
- 2011 — Angie : The Collection

DVD
- 2007 — Fresh As a Sweet Sunday Morning (live concert 2006)

Jansch/McShee/Kirtley/Portman Smith/Conway
- Think of Tomorrow — 1991
- One More Road — 1993
- Live 1994—1995